# Grachtenfestival

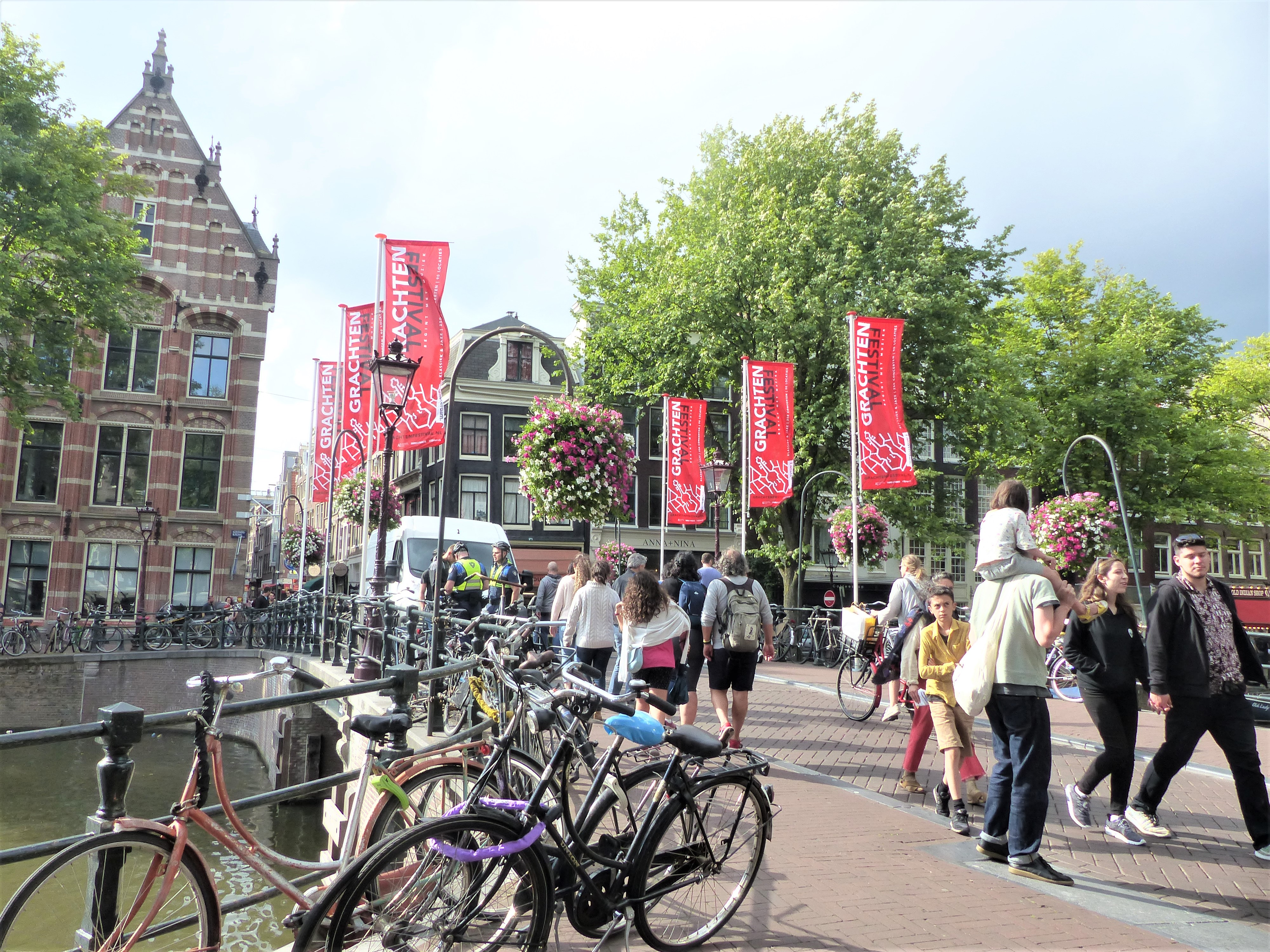
Grachtenfestival

Het Grachtenfestival is een tiendaags-festival in Amsterdam. Verschillende locaties in de stad zijn decor van concerten - van klassieke muziek tot jazz naar muziek uit andere culturen.

## Opzet
De eerste editie van het Grachtenfestival werd in 1998 georganiseerd en duurde vier dagen. Het festival is in de loop der jaren uitgegroeid tot een tiendaags festival, met meer dan 100 concerten op vele tientallen verschillende locaties, in verschillende delen van Amsterdam zoals het Centrum, Noord, het IJ, de Zuidas en soms ook buiten Amsterdam. Het festival heeft zich ontwikkeld tot een van de belangrijkste podia voor jong talent op het gebied van klassieke muziek en jazz muziek. Jong talent krijgt de kans zich op een passend podium te presenteren: in een huis-, tuin- of dakterrasconcert, in een concertzaal of op een openluchtpodium. Musici treden vaak een aantal jaar achter elkaar op tijdens het Grachtenfestival, en kunnen hun eigen stijl verder ontwikkelen. In 2019 trok het Grachtenfestival bijna 50.000 bezoekers. 

## Junior Grachtenfestival
Naast concerten voor het algemene publiek, zijn er ook concerten voor de jeugd (van baby’s en peuters tot tieners). Voor de allerkleinsten zijn er de baby-, peuter- en dreumesconcerten. Voor de wat oudere kinderen zijn er workshops of speciale kindervoorstellingen. 

## Prinsengrachtconcert
Het Prinsengrachtconcert vindt plaats tijdens het Grachtenfestival, het wordt georganiseerd door de Stichting Prinsengrachtconcert en geproduceerd en live uitgezonden door AVROTROS.

## Locaties
Het karakter van het Grachtenfestival uit zich onder meer in de keuze van de locaties. Veel concerten vinden plaats op ongebruikelijke locaties of een bijzondere setting: liften, stijlkamers van grachtenpanden, kerken, dakterrassen, industrieel erfgoed, cruiseschepen, hotelsuites, metrotunnels of musea en de Zuidas.

## Sponsoren
In 2009 kondigde hoofdsponsor Schiphol aan vanaf 2010 het festival niet langer te willen financieren. Het toenmalige bestuur besloot daarop het festival op te heffen. Een andere hoofdsponsor, ING Bank, was al in 2009 weggevallen. Het bestuur meende dat er onvoldoende middelen waren om in 2010 een volwaardig festival te organiseren. Daarop zette een groep vooraanstaande personen uit de Amsterdamse culturele sector alles op alles voor behoud van het Grachtenfestival. In april 2010 werd bekend dat het festival doorgang kon vinden, onder meer door een eenmalige donatie uit het SNS REAAL Fonds.

## Prijzen

### GrachtenfestivalPrijs
Voor de GrachtenfestivalPrijs nomineert een deskundige jury, bestaande uit Nederlandse klassiekemuziekjournalisten, musici en ensembles die uitblinken in hun vakgebied. Een nominatie is voor de musici al een belangrijke stimulans voor hun loopbaan en daarmee een prijs op zich. De jury volgt de genomineerden een seizoen lang en kent vervolgens de prijs toe aan de meest in het oor springende musicus of ensemble. De winnaar van de GrachtenfestivalPrijs wordt Artist in Residence tijdens het daaropvolgende Grachtenfestival. Hij of zij krijgt daarmee carte blanche bij het samenstellen van een veelzijdig en uitdagend programma.  

### Grachtenfestival Conservatorium Concours
Naast het festival wordt een concours voor conservatoriumstudenten georganiseerd. Alle conservatoria uit Nederland vaardigen jaarlijks de twee beste studenten af voor de landelijke voorronde en een vakkundige jury kiest hieruit de finalisten. Tijdens de finale wordt er gestreden om de Vakjury- en de Publieksprijs, beide prijzen staan voor een optreden tijdens het Grachtenfestival. In 2013 waren er voor het eerst twee winnaars: Nicolas van Poucke, pianist van het Conservatorium van Amsterdam en het slagwerktrio Davai Perkusion van het Koninklijk Conservatorium (Den Haag). Van Poucke won ook de Publieksprijs.

### Grachtenfestival Jazz Competition
Vanaf 2021 wordt er, naast een concours voor klassieke muziek, ook een eigen jazz-competitie georganiseerd: Grachtenfestival Jazz Competition (GJC). In de landelijke voorronde worden zes finalisten geselecteerd. In de finale nemen deze zes ensembles van Nederlandse conservatoria het tegen elkaar op om de Vakjuryprijs, de Grachtenfestival Jazzmeester Prijs (eerder de Denise Jannah Award) en de Runner-Up Prijs (eerder de Beste Solist). Al deze prijzen staan voor een optreden tijdens het Grachtenfestival.

### Overzicht
Het Grachtenfestival hanteert jaarlijks een thema, dat door musici wordt vertaald naar hun programmering en door de organisaties naar de locaties die worden gebruikt. 
| Editie | Datum                 | Thema                               | Winnaar GrachtenfestivalPrijs | Instrument           | Winnaar GCC-vakjuryprijs           | Instrument                                     | Conservatorium                                                    | Winnaar GJC-Vakjuryprijs | Instrument                                                      | Winnaar Grachtenfestival Jazzmeester Prijs | Instrument                                                      | Winnaar Runner-Up | Instrument                                    |
| ------ | --------------------- | ----------------------------------- | ----------------------------- | -------------------- | ---------------------------------- | ---------------------------------------------- | ----------------------------------------------------------------- | ------------------------ | --------------------------------------------------------------- | ------------------------------------------ | --------------------------------------------------------------- | ----------------- | --------------------------------------------- |
| 28     | 15 t/m 24 aug. 2025   |                                     |                               |                      |                                    |                                                |                                                                   |                          |                                                                 |                                            |                                                                 |                   |                                               |
| 27     | 23 aug t/m 1 sep 2024 | Metamorfose                         | Takehiro Konoe                | Altviool             | Pianoduo Morgan/van Nee            | Piano                                          | Conservatorium van Amsterdam                                      | Giedra-Valente Quintet   | altsaxofoon, trompet, toetsen, contrabas en drums               | Juju Young Lee Quartet                     | zang, gitaar, toetsen, basgitaar en drums                       | ATMA              | gitaar, saxofoon, trompet, contrabas en drums |
| 26     | 11 t/m 20 aug. 2023   | De toon verandert, de muziek blijft | Joost Willemze                | Harp                 | Duo Greci-Bruno                    | viool en cello                                 | Conservatorium van Amsterdam                                      | Marco Ullstein Quintet   | basgitaar, gitaar, drums, vibrafoon en saxofoon                 | Yannic Forster Trio                        | contrabas, drums en piano                                       | Tallulah Rose     | Zang en tenorsaxofoon                         |
| 25     | 12 t/m 21 aug. 2022   | 25-jarig jubileum                   | Nikola Meeuwsen               | Piano                | Kāna Trio                          | Percussie                                      | Codarts Rotterdam                                                 | Martí Mitjavila Trio     | klarinet, contrabas en drums                                    | NAUSYQA                                    | altsax, trompet, piano, gitaar, basgitaar en drums              |                   |                                               |
| 24     | 13 t/m 22 aug. 2021   | Luister! Muziek als protest         | Alexander Warenberg           | cello                | Dianto Reed Quintet                | hobo, klarinet, basklarinet, saxofoon en fagot | Conservatorium van Amsterdam                                      | Ben Fitzpatrick Quintet  | elektrische gitaar, elektrische bas, drums, trompet en saxofoon | Ben Fitzpatrick Quintet                    | elektrische gitaar, elektrische bas, drums, trompet en saxofoon |                   |                                               |
| 23     | 7 t/m 16 aug. 2020    | Wonder                              | Shin Sihan                    | viool                | Duo Zeffiretti                     | sopranista en klavecimbel                      | Conservatorium van Amsterdam                                      |                          |                                                                 |                                            |                                                                 |                   |                                               |
| 22     | 9 t/m 18 aug. 2019    | Schatten van Vrouwen                | Emmy Storms                   | viool                | xSight@ Percussion Duo             | percussie                                      | Codarts Rotterdam                                                 |                          |                                                                 |                                            |                                                                 |                   |                                               |
| 21     | 10 t/m 20 aug. 2018   | Dichter bij de muziek               | Raoul Steffani                | bariton              | Matthijs Leffers                   | tuba                                           | Prins Claus Conservatorium                                        |                          |                                                                 |                                            |                                                                 |                   |                                               |
| 20     | 11 t/m 21 aug. 2017   | In stijl                            | Ella van Poucke               | cello                | Kristina Vårlid                    | gitaar                                         | Prins Claus Conservatorium                                        |                          |                                                                 |                                            |                                                                 |                   |                                               |
| 19     | 12 t/m 21 aug. 2016   | Overbruggen                         | Sophiko Simsive               | piano                | Raoul Steffani                     | bariton                                        | Fontys Hogeschool voor de Kunsten                                 |                          |                                                                 |                                            |                                                                 |                   |                                               |
| 18     | 14 t/m 23 aug. 2015   | Expeditie                           | Mathieu van Bellen            | viool                | Daahoud Salim Alvarez              | piano                                          | Conservatorium van Amsterdam                                      |                          |                                                                 |                                            |                                                                 |                   |                                               |
| 17     | 15 t/m 24 aug. 2014   | Ondersteboven                       | Rosanne van Sandwijk          | mezzosopraan         | Vincent van Amsterdam              | accordeon                                      | Fontys Hogeschool voor de Kunsten                                 |                          |                                                                 |                                            |                                                                 |                   |                                               |
| 16     | 16 t/m 25 aug. 2013   | Op reis                             | Remy van Kesteren             | harp                 | Nicolas van Poucke Davai Perkusion | piano slagwerk                                 | Conservatorium van Amsterdam Koninklijk Conservatorium (Den Haag) |                          |                                                                 |                                            |                                                                 |                   |                                               |
| 15     | 10 t/m 19 aug. 2012   | Liefde                              | duo Sax & Six                 | saxofoon en slagwerk | Lidy Blijdorp                      | cello                                          | Conservatorium van Amsterdam                                      |                          |                                                                 |                                            |                                                                 |                   |                                               |
| 14     | 12 t/m 21 aug. 2011   | Dans                                | Karin Strobos                 | mezzosopraan         | Blake Weston                       | klarinet                                       | Conservatorium van Amsterdam                                      |                          |                                                                 |                                            |                                                                 |                   |                                               |
| 13     | 14 t/m 22 aug. 2010   | Onderstroom                         | Judith van Wanroij            | sopraan              |                                    |                                                |                                                                   |                          |                                                                 |                                            |                                                                 |                   |                                               |
| 12     | 15 t/m 23 aug. 2009   | Gloed                               | duo Bosgraaf en Elias         | blokfluit en gitaar  | Anne Veinberg                      | piano                                          | Conservatorium van Amsterdam                                      |                          |                                                                 |                                            |                                                                 |                   |                                               |
| 11     | 16 t/m 24 aug. 2008   |                                     | Lisa Jacobs                   | viool                | Pia Greiner                        | cello                                          | Prins Claus Conservatorium                                        |                          |                                                                 |                                            |                                                                 |                   |                                               |
| 10     | 11 t/m 19 aug. 2007   | Vlucht                              | Ties Mellema                  | saxofoon             | Dimitar Dimitrov                   | piano                                          | Prins Claus Conservatorium                                        |                          |                                                                 |                                            |                                                                 |                   |                                               |
| 9      | 12 t/m 20 aug. 2006   | Licht                               |                               |                      | Mirjam Overlach                    | harp                                           | Conservatorium van Amsterdam                                      |                          |                                                                 |                                            |                                                                 |                   |                                               |
| 8      | 17 t/m 21 aug. 2005   | Stil                                |                               |                      | Viktoriya Yermolyeva               | piano                                          | Rotterdams Conservatorium                                         |                          |                                                                 |                                            |                                                                 |                   |                                               |
| 7      | 18 t/m 22 aug. 2004   | Blauw bloed                         |                               |                      | Frederieke Saeijs                  | viool                                          | Koninklijk Conservatorium (Den Haag)                              |                          |                                                                 |                                            |                                                                 |                   |                                               |
| 6      | 20 t/m 24 aug. 2003   | Meester, leerling                   |                               |                      | Niels Meliefste                    | slagwerk                                       | Koninklijk Conservatorium (Den Haag)                              |                          |                                                                 |                                            |                                                                 |                   |                                               |
| 5      | 14 t/m 18 aug. 2002   |                                     |                               |                      |                                    |                                                |                                                                   |                          |                                                                 |                                            |                                                                 |                   |                                               |
| 4      | 15 t/m 19 aug. 2001   |                                     |                               |                      |                                    |                                                |                                                                   |                          |                                                                 |                                            |                                                                 |                   |                                               |
| 3      | 16 t/m 20 aug. 2000   | Water                               |                               |                      |                                    |                                                |                                                                   |                          |                                                                 |                                            |                                                                 |                   |                                               |
| 2      | 19 t/m 22 aug. 1999   |                                     |                               |                      |                                    |                                                |                                                                   |                          |                                                                 |                                            |                                                                 |                   |                                               |
| 1      | 20 t/m 23 aug. 1998   |                                     |                               |                      |                                    |                                                |                                                                   |                          |                                                                 |                                            |                                                                 |                   |                                               |